# O alte Burschenherrlichkeit

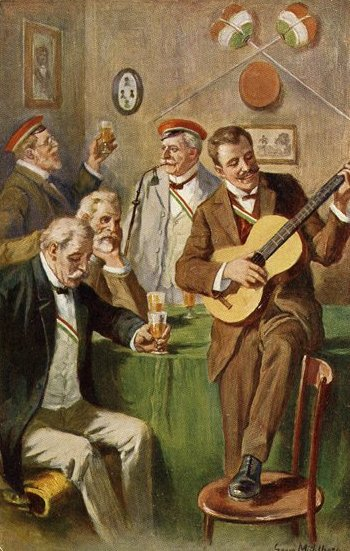
Gemälde von Georg Mühlberg mit dem Titel O alte Burschenherrlichkeit: Alte Herren einer Studentenverbindung denken beim Trinken und Singen an ihre Jugendzeit zurück. Das Gemälde entstand um das Jahr 1900 und fand als Postkartenmotiv weite Verbreitung (siehe Couleurkarte).

O alte Burschenherrlichkeit ist die erste Zeile (und der spätere Titel) eines in der ersten Hälfte des 19. Jahrhunderts entstandenen Studentenliedes, in dem das Studentenleben der Zeit rückblickend aus der Sicht eines bereits Berufstätigen beschrieben wird, der wehmütig an seine Jugendjahre zurückdenkt. Das Lied wurde erstmals 1825 veröffentlicht. Sein Urheber ist unbekannt. Eine im Jahr 1877 selbst reklamierte und in vielen Quellen anerkannte Urheberschaft des Arztes und Burschenschafters Eugen Höfling (1808–1880) ist durch das Auffinden der Erstveröffentlichung widerlegt worden.

## Bedeutung
Dieser Titel ist aufgrund der Popularität des Liedes im 19. und 20. Jahrhundert zu einem geflügelten Wort geworden, mit dem die Studentenjahre in der besonderen Ausprägung der für Mitteleuropa typischen studentischen Kultur umschrieben werden, wie sie heute noch von Studentenverbindungen gepflegt wird. So findet man diesen Ausdruck als Buchtitel, als Titel von Tonträgern und zwei deutschen Kinofilmen von 1925 bzw. 1930. Auch werden Bilder und Grafiken, die das traditionelle Studentenleben behandeln, gern mit diesem Titel versehen.
Das Lied ist heute fester Bestandteil des von Studentenverbindungen gesungenen Repertoires von Studentenliedern und im Allgemeinen Deutschen Kommersbuch abgedruckt.
Das Lied wurde in den 1920er Jahren ins Schwedische übersetzt: O, gamla klang- och jubeltid („O alte Klang- und Jubelzeit“). Noch heute ist es unter schwedischen Studenten sehr populär. Auch ins Niederländische, Estnische und Lettische wurde es übersetzt, und es wird auch heute noch bei Verbindungsfeiern oft gesungen.

## Inhalt

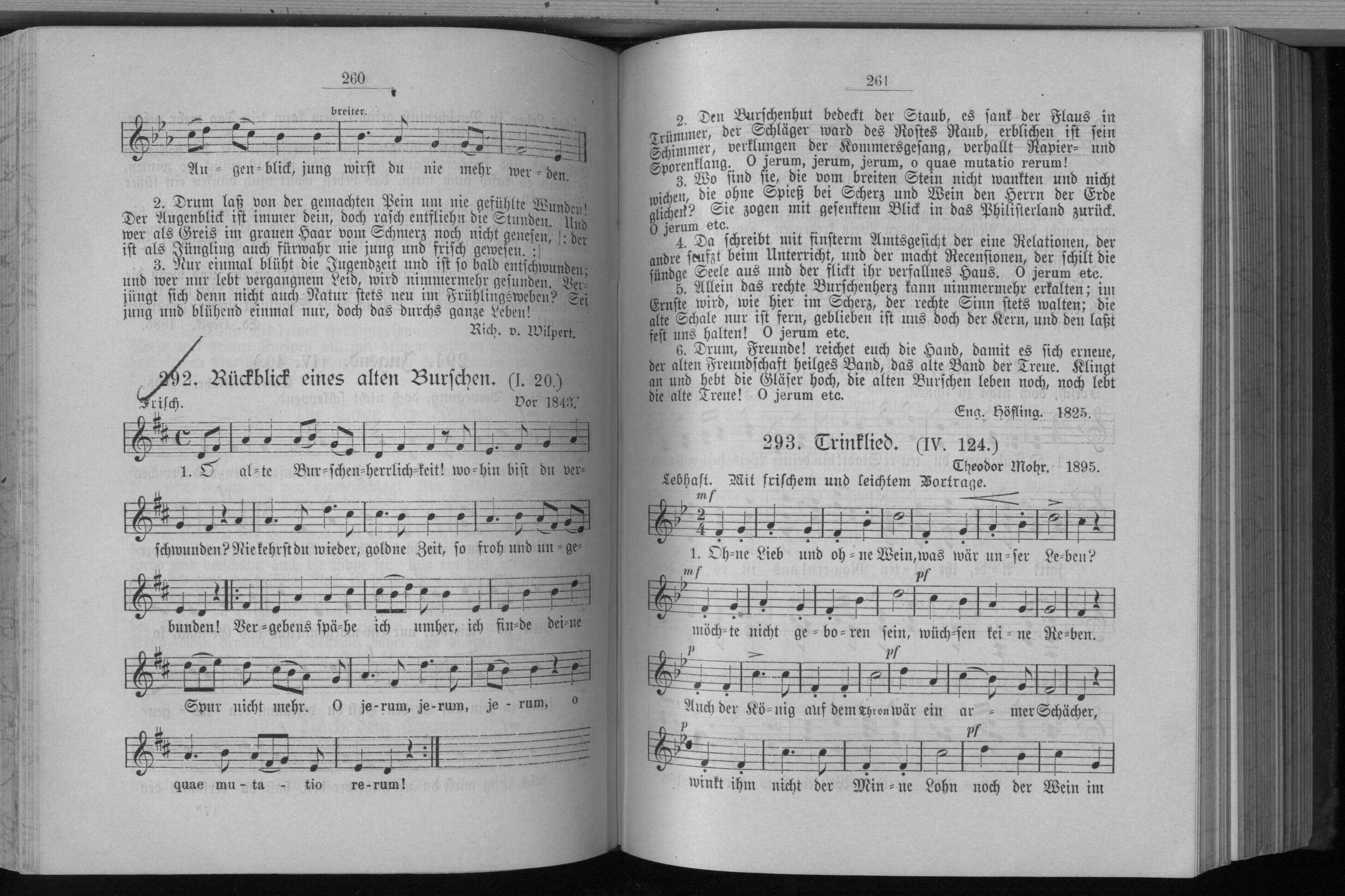
Text und Noten in einem alten Kommersbuch von etwa 1900

Die Verse drehen sich um Aspekte des Studenten- und Korporationslebens und verklären dieses als frohe und ungebundene Zeit.
O alte Burschenherrlichkeit,
Wohin bist du verschwunden? (später auch: entschwunden)
Nie kehrst du wieder, goldne Zeit,
So froh, so ungebunden! (später auch: und ungebunden)
Im Sinne des klassischen Ubi-sunt-Topos wird dann die gute alte Zeit vermisst, die Gegenwart als trist und verzwungen beschrieben.
Vergebens spähe ich umher,
Ich finde deine Spur nicht mehr. 
O jerum, jerum, jerum,
O quae mutatio rerum (späterer Zusatz: „o welche Veränderung der Dinge“)
Die Refrainwendung O jerum, jerum, jerum leitet sich vom lateinischen Jesu domine ab (vgl. auch o jemine) und ist ein veralteter Ausruf des Erschreckens, der Klage.
Die Frage des Verhaltens zweier auf der Straße aufeinandertreffender Burschen war um 1830 ein in vielen Comments erörtertes Problem. Darauf bezieht sich auch eine Zeile aus dem Lied.
Wo sind sie, die vom breiten Stein
Nicht wankten und nicht wichen […]?
Die vierte Strophe beschreibt die trockenen Tätigkeiten der einstigen Studenten in den klassischen Akademikerberufen Jurist, Lehrer, Feuilletonist, Pfarrer und Arzt.
Der Liedtext im heute üblichsten, vollständigen Wortlaut (4a und 4b sind nur teilweise übliche, spätere Einfügungen): 
1.
 O alte Burschenherrlichkeit,
wohin bist du entschwunden?
Nie kehrst du wieder, gold’ne Zeit,
so froh und ungebunden!
Vergebens spähe ich umher, 
ich finde deine Spur nicht mehr.
 O jerum, jerum, jerum,
o quae mutatio rerum!
2.
Den Burschenhut bedeckt der Staub,
es sank der Flaus in Trümmer,
der Schläger ward des Rostes Raub, 
erblichen ist sein Schimmer,  
verklungen der Kommersgesang,  
verhallt Rapier- und Sporenklang.
 O jerum, jerum, jerum,
o quae mutatio rerum!
3.
Wo sind sie, die vom breiten Stein
nicht wankten und nicht wichen,
die ohne Moos bei Scherz und Wein
den Herrn der Erde glichen?
Sie zogen mit gesenktem Blick
in das Philisterland zurück.
 O jerum, jerum, jerum,
o quae mutatio rerum!
4.
Da schreibt mit finsterm Amtsgesicht
der eine Relationen,
der and’re seufzt beim Unterricht,
und der macht Rezensionen,
der schilt die sünd’ge Seele aus,
und der flickt ihr verfall’nes Haus.
 O jerum, jerum, jerum,
o quae mutatio rerum!
4a.
Auf öder Strecke schraubt und spannt
das Fadenkreuz der eine,
der andre seufzt beim Blockverband,
und der setzt Ziegelsteine;
der kocht aus Rüben Zuckersaft
und der aus Wasser Pferdekraft.
 O jerum, jerum, jerum,
o quae mutatio rerum!
4b.
Zur Börse schnell der eine rennt,
zu tät’gem Geschäfte,
der and’re sitzt bei Kontokorrent
und der nützt fremde Kräfte;
der importiert aus Turkestan
und der bohrt seine Schuldner an.
 O jerum, jerum, jerum,
o quae mutatio rerum!
5.
Allein das rechte Burschenherz
kann nimmermehr erkalten;
im Ernste wird, wie hier im Scherz,
der rechte Sinn stets walten;
die alte Schale nur ist fern,
geblieben ist uns noch der Kern,
und den lasst fest uns halten,
und den lasst fest uns halten!
6.
Drum, Freunde! Reichet euch die Hand,
damit es sich erneu’re,
der alten Freundschaft heil’ges Band,
das alte Band der Treue.
Stoßt an und hebt die Gläser hoch,
die alten Burschen leben noch,
noch lebt die alte Treue,
noch lebt die alte Treue!

## Melodie
Die Melodie wurde vom älteren Studentenlied Was fang ich armer Teufel an übernommen; der Hinweis auf diese Melodie wurde erstmals in Brauns Liederbuch für Studenten, Berlin 1843, angegeben. Das einst relativ unbeachtete Gedicht wurde erst durch das Singen zu eingängigen Melodien populär, von denen sich diese als alleinige durchsetzte.

## Überlieferungsgeschichte

Anonyme Erstveröffentlichung des Studentenliedes O alte Burschenherrlichkeit in der Berliner Zeitschrift „Der Freimüthige“ vom 9. August 1825

Der erste gedruckte Beleg für das Lied findet sich in der Berliner Zeitschrift „Der Freimüthige oder Unterhaltungsblatt für gebildete, unbefangene Leser, herausgegeben von Dr. August Kuhn“ vom 9. August 1825 unter dem Titel „Rückblicke eines alten Burschen“. Diese Publikation geriet aber wieder in Vergessenheit. Autor und Herkunft des Liedes galten für lange Zeit als unbekannt.
Bei der 350-jährigen Jubiläumsfeier der Universität Marburg im Jahre 1877 erklärte sich der Marburger Burschenschafter Eugen Höfling zum Verfasser dieses Liedes. Er sagte, er habe das Lied zwischen den Jahren 1830 und 1839 verfasst und zuerst in der Frankfurter Didaskalia („Didaskalia oder Blätter für Geist, Gemüth und Publizität.“ Frankfurt a. M., 1. Jahrgang 1823) veröffentlicht.
Diese unbelegte Behauptung wurde lange Zeit für wahr gehalten, Eugen Höfling ging als Autor des Liedes in die Literatur ein und erfuhr zahlreiche Ehrungen.
Bezweifelt wurde die Autorenschaft zuerst von Wilhelm Erman, der im Wintersemester 1890/1891 die Erstveröffentlichung von 1825 wiederentdeckte und seine Erkenntnis publizierte. Zum Zeitpunkt dieser tatsächlichen Erstveröffentlichung war Höfling (geb. am 5. Oktober 1808, gestorben am 21. Juli 1880) sechzehnjähriger „Lyzeist“, also Schüler am Gymnasium, in seiner Heimatstadt Fulda. Es wird als unwahrscheinlich angesehen, dass ein Unterprimaner aus Osthessen eine so reife Dichtung mit so großer Publikumswirkung zu einem Thema verfassen konnte, das die Betrachtungsweise eines Alten Herrn erforderte, und sie dann anonym fern seiner Heimat in Berlin veröffentlichte. Höfling hatte auch zugegeben, dass ihm zu Schülerzeiten das studentische Leben mit seiner typischen Kultur, wie sie im Lied detailliert beschrieben wird, noch vollkommen fremd gewesen sei. Außerdem gibt es im Text sprachliche Hinweise auf eine Entstehung in Halle an der Saale, der Erscheinungsort Berlin weist auf eine Universitätsstadt im preußischen Herrschaftsgebiet hin. Höfling hat erst Jahre nach der tatsächlichen Erstveröffentlichung studiert und zwar in Marburg und Würzburg. Eine tatsächliche Veröffentlichung des Liedes in den Didaskalia, wie von Höfling behauptet, konnte bisher nicht nachgewiesen werden.
Trotzdem gilt Höfling in vielen Veröffentlichungen weiter als Autor. In Marburg befand sich am Haus Wettergasse 16 bis ca. 2006 eine Erinnerungstafel, in Eschwege und Fulda befinden sich Gedenktafeln für Höfling als Liederdichter; die letzte wurde 1983 enthüllt.

## Rezeption

### Nachahmungen und Parodien
Aufgrund der großen Bekanntheit und der weiten Verbreitung des Liedes eignete es sich auch als Vorlage für Parodien auf das Studentenleben der jeweiligen Zeit. So erschien im Jahre 1910 in Straßburg das Liederbuch für Studentinnen, in denen einige typische Studentenlieder auf das weibliche Geschlecht umgedichtet wurden:
Die Eingangsstrophe bezieht sich auf das damals für viele ungewohnte Frauenstudium und nicht zuletzt auch die ersten Damenverbindungen.
O junge Mädchenherrlichkeit
O junge Mädchenherrlichkeit 
Welch neue Schwulitäten! 
Bezieht ihr alle weit und breit 
Die Universitäten! 
Vergebens spähe ich umher, 
Ich finde keine Hausfrau mehr! 
(O jerum, jerum, jerum 
O quae mutatio rerum!)
Allerdings bleibt es am Ende dieser Verse dann doch beim Alten, was mit durch das Lied sprichwörtlich wurde.
Das Maidenblatt, die Verbandszeitschrift der für die Frauenbildung wie der Hauswirtschaft als Fach in Deutschland wichtigen Reifensteiner Schulen betitelte 1926 mit O alte Maidenherrlichkeit einen passenden Liedtext zum 25. Jubiläum der Wirtschaftlichen Frauenschule Obernkirchen.
In der deutschen Frühzeit des Fußballsports, der insbesondere von den angehenden Akademikern an den technischen Universitäten ausgeübt wurde, übertrugen einige der Fußballanhänger studentische Bräuche und Lieder auf ihren neuen Sport, distanzierten sich aber als Sportler vom klassischen Verbindungsbetrieb. Das Lied von der Burschenherrlichkeit wurde dabei zu
O wonnevolles Fußballspiel
du schönstes Spiel der Jugend
dich gut zu spielen sei mein Ziel
das ist die höchste Tugend
zwar gibt es Spiele mancherlei
wo man vergnüget sich dabei
doch alle müssen weichen
dem Fußball ohne gleichen

### Filme
- O alte Burschenherrlichkeit, 1925, Regie und Buch: Helene Lackner, Eugen Rex, Stummfilm in Schwarzweiß
- O alte Burschenherrlichkeit, 1930, Regie: Rolf Randolf, Buch: Georg C. Klaren, Tonfilm in Schwarzweiß

Eine neuere Aufführung erfuhr das Lied in einer stark verkürzten und daher in Text und Melodie abgeänderten Version im 1969 verfilmten Marionetten-Spiel Urmel aus dem Eis. Ein von Melancholie befallener Seeelefant hat das Bedürfnis, seine Traurigkeit in Form von Liedern unaufhörlich seiner Umwelt mitzuteilen. Aufgrund eines Sprachfehlers sind die Texte sehr mit dem Vokal O bzw. Ö belastet. Das Studentenlied ist eines seiner "traurögen Löder", die er meist im Hintergrund des Geschehens vorträgt. Diese Version des Liedes erfuhr sogar eine Veröffentlichung auf CD ("Augsburger Puppenkiste-Die schönsten Originallieder"), ist 48 Sekunden lang und betitelt mit "Lütirallalalala" (Track 12).
Im Film Das jüngste Gewitter von Roy Andersson aus dem Jahr 2008 wird in einer Szene O, gamla klang- och jubeltid verwendet.
- Raimund Lang: O alte Herrlichkeit – Mutationen eines Kneipschlagers (= Tradition und Zukunft. Band 20).  Österreichischer Verein für Studentengeschichte, Wien 2020.

### Schlagwort
Berichte über Neugründungen oder Reaktivierungen von Studentenverbindungen oder über deren politischen Einfluss werden oft in Anspielung auf das Lied mit dem Schlagwort der „neuen Burschenherrlichkeit“ betitelt.